# 德州学院
德州学院（英語：Dezhou University），成立于1971年5月，是一所位于山东省德州市的综合性普通本科院校，其前身是德州师范专科学校。校本部地址为山东省德州市德城区大学西路566号。
2023年全日制在校生约23000余人，联合培养硕士研究生和留学生230余人，专任教师1497人。学校占地面积约2021亩，建筑面积约68.9万平方米。

## 历史
- 1971年5月，成立德州师范专科学校
- 1997年，组建德州高等专科学校
- 2000年，经国家教育部批准成立普通本科院校，更名为德州学院[2]
- 2017年，获批山东省硕士学位授予立项建设单位
- 2021年，获批山东省应用型本科高校建设首批支持单位
- 2021年5月11日，50周年校庆[3]
- 2023年，于马来西亚拉曼大学设立孔子学院[4]
- 2023年，与德州市立医院组建德州学院附属医院。附属机构德州学院附属中学、德州学院附属实验学校、德州学院附属医院揭牌[5]
- 2024年，与中北大学联合成立中北大学—德州学院研究生联合培养基地、联合研发中心[6]；开始与马来亚大学联合培养博士研究生[7]
- 2024年，获得硕士研究生培养单位授权，开始招收自主培养硕士研究生[8]

## 校园环境

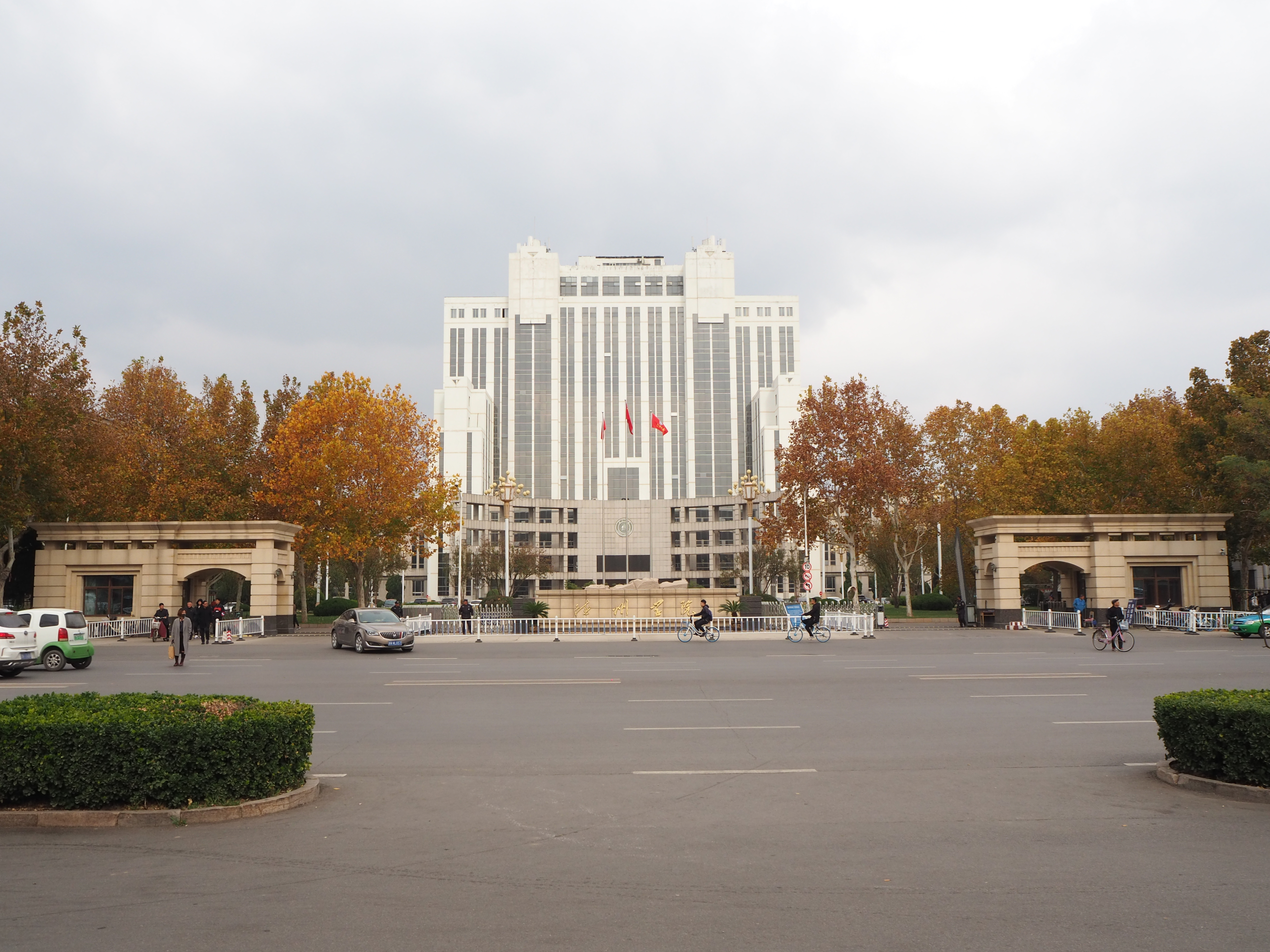
正门
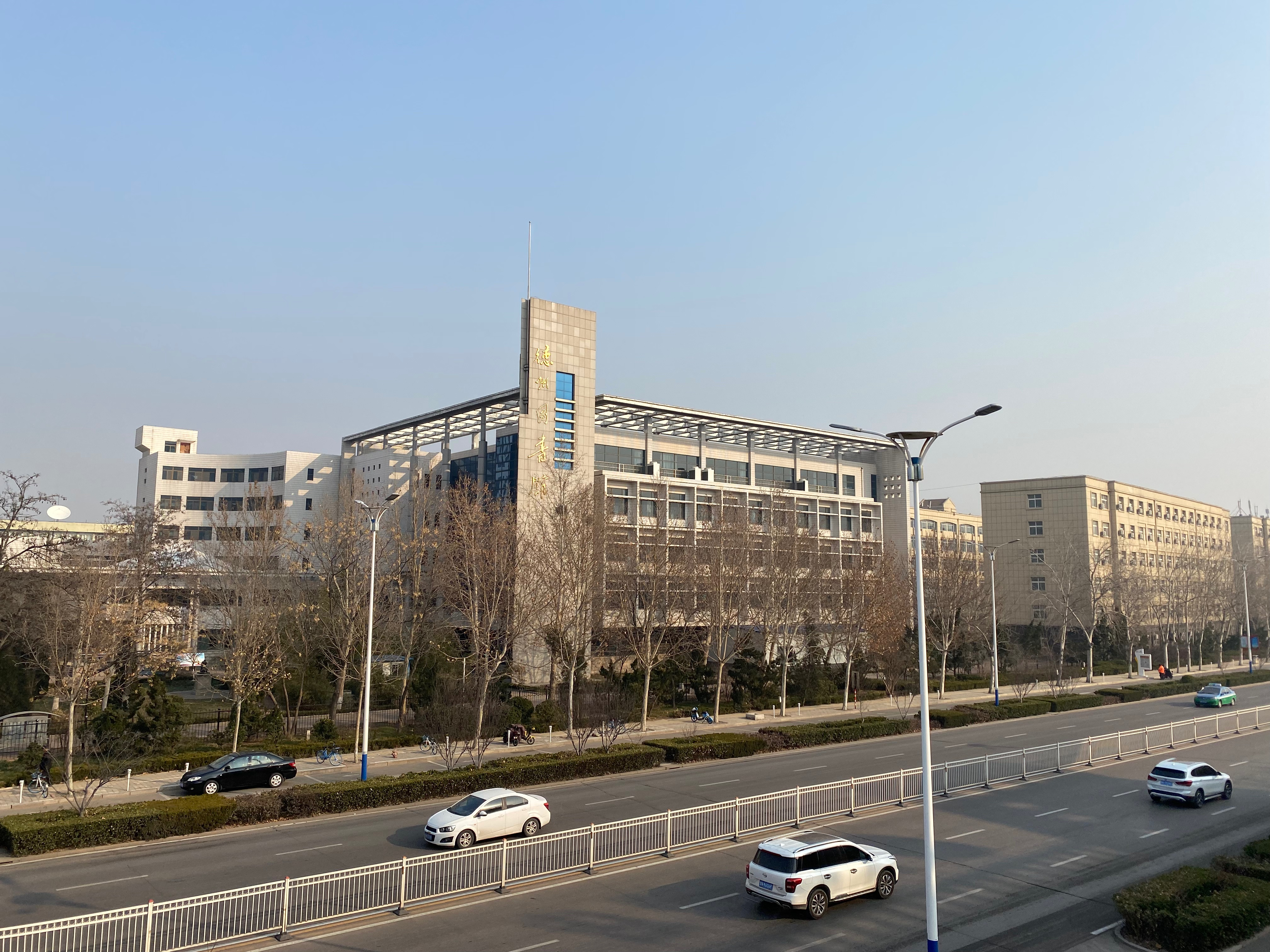
图书馆
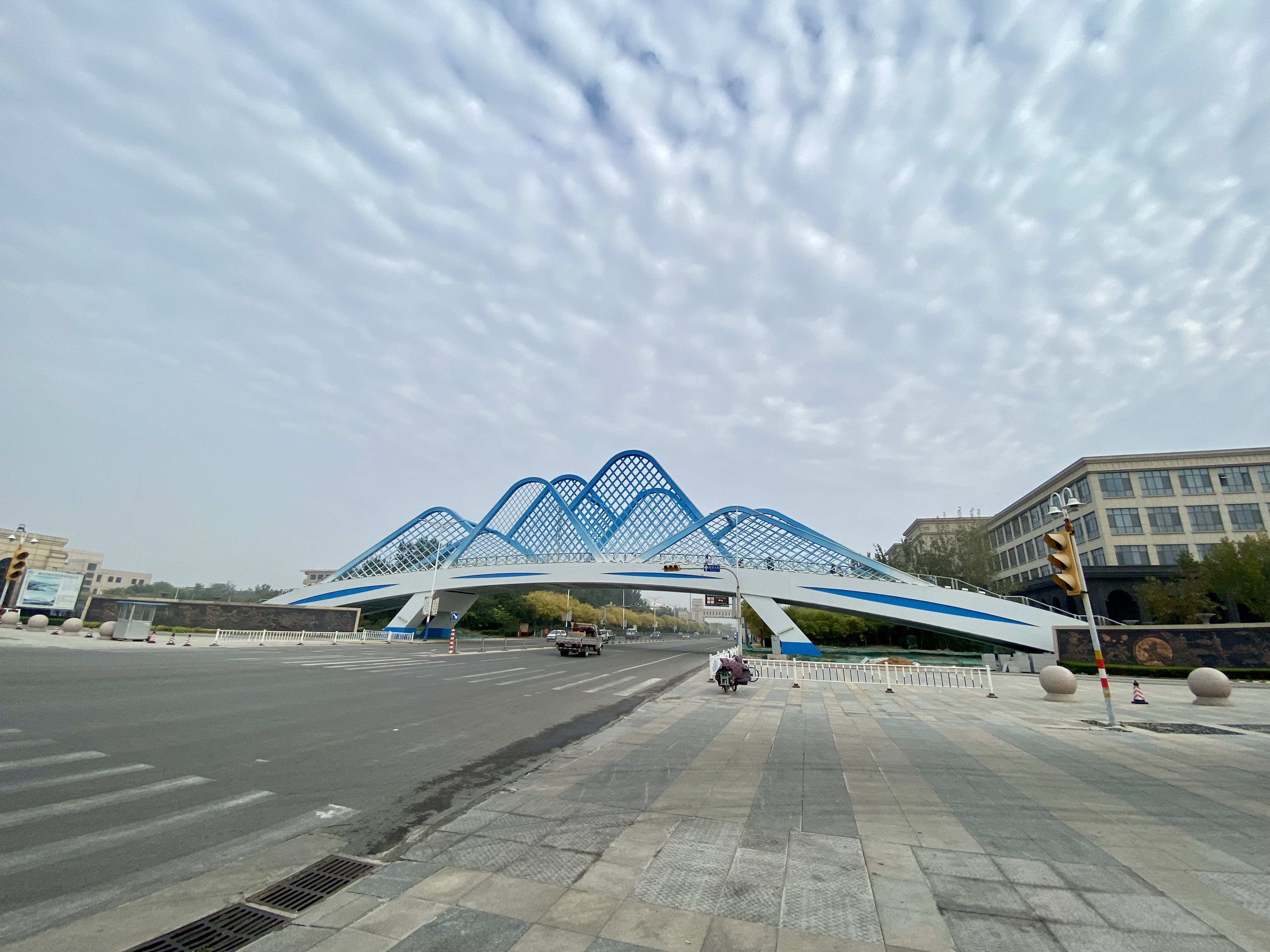
东西校区连廊
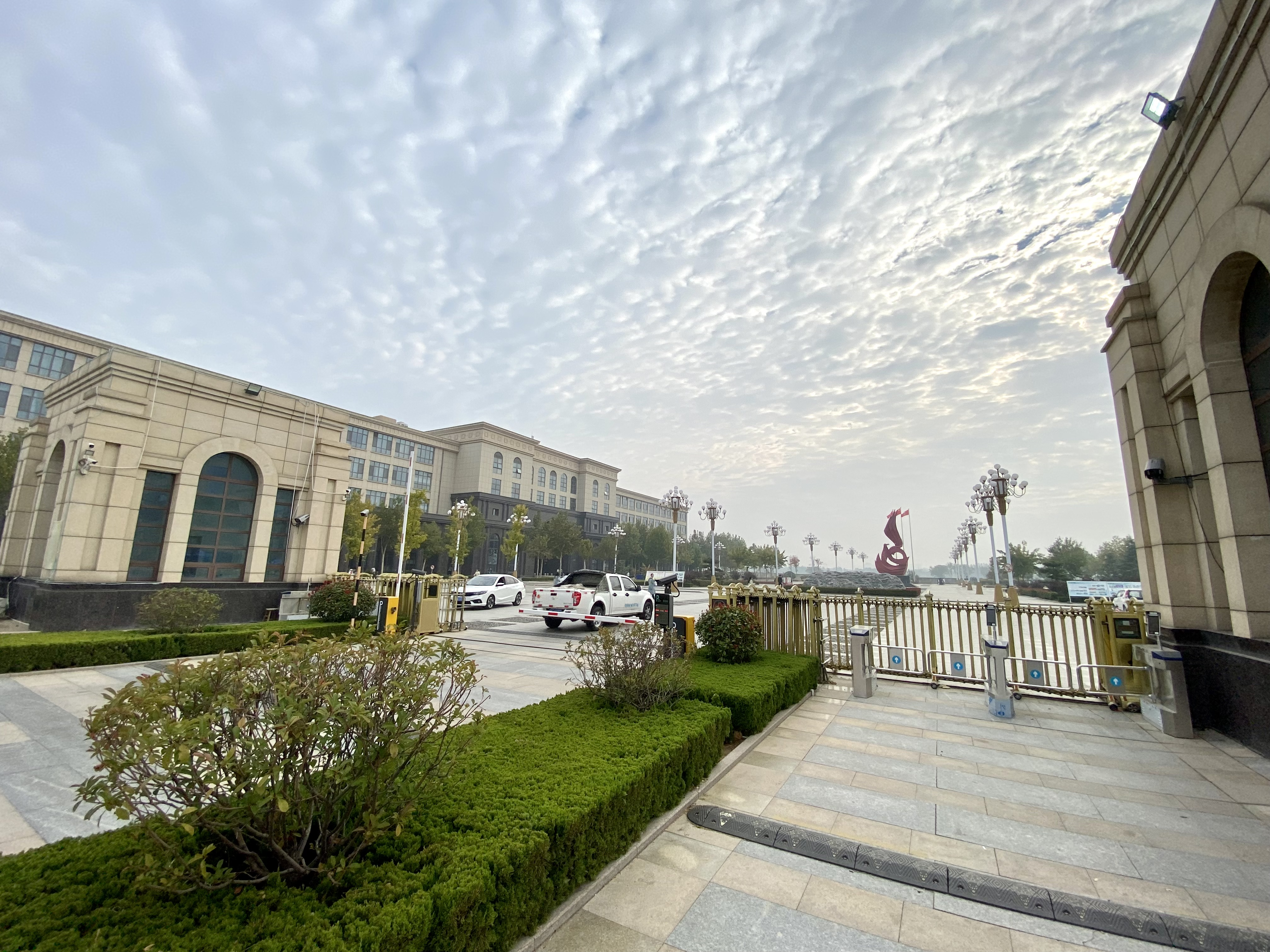
东校区
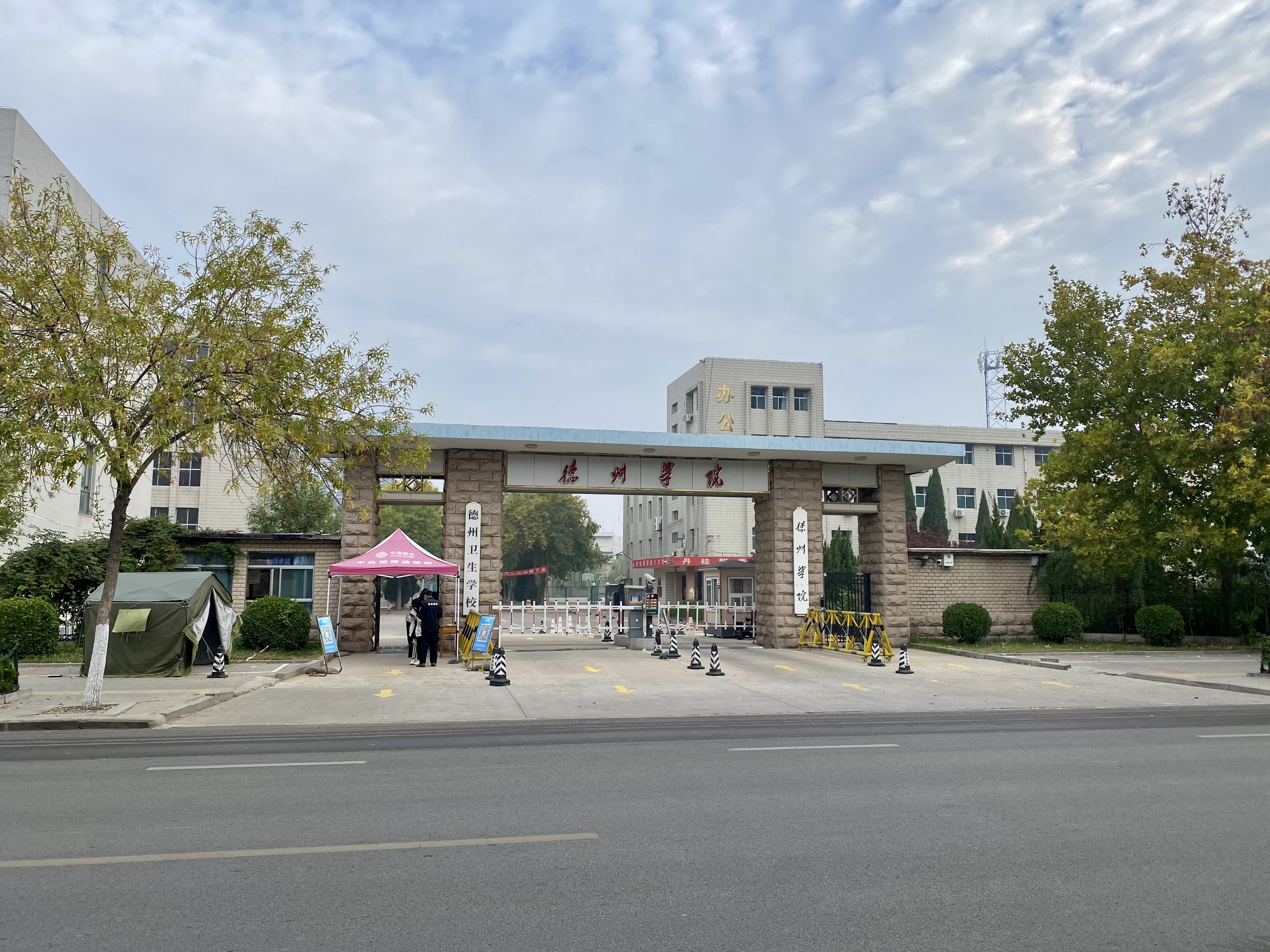
南校区
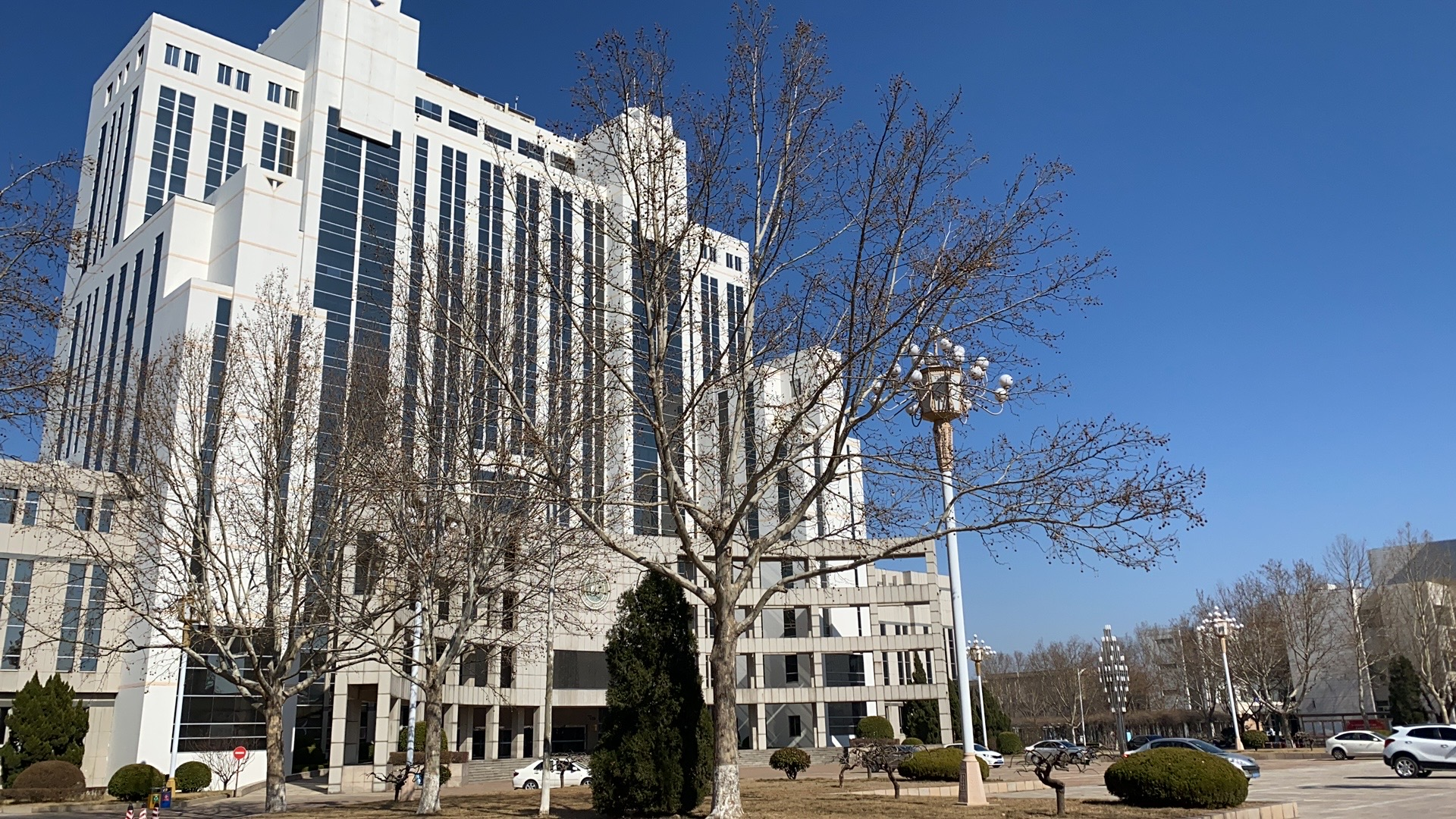
主楼
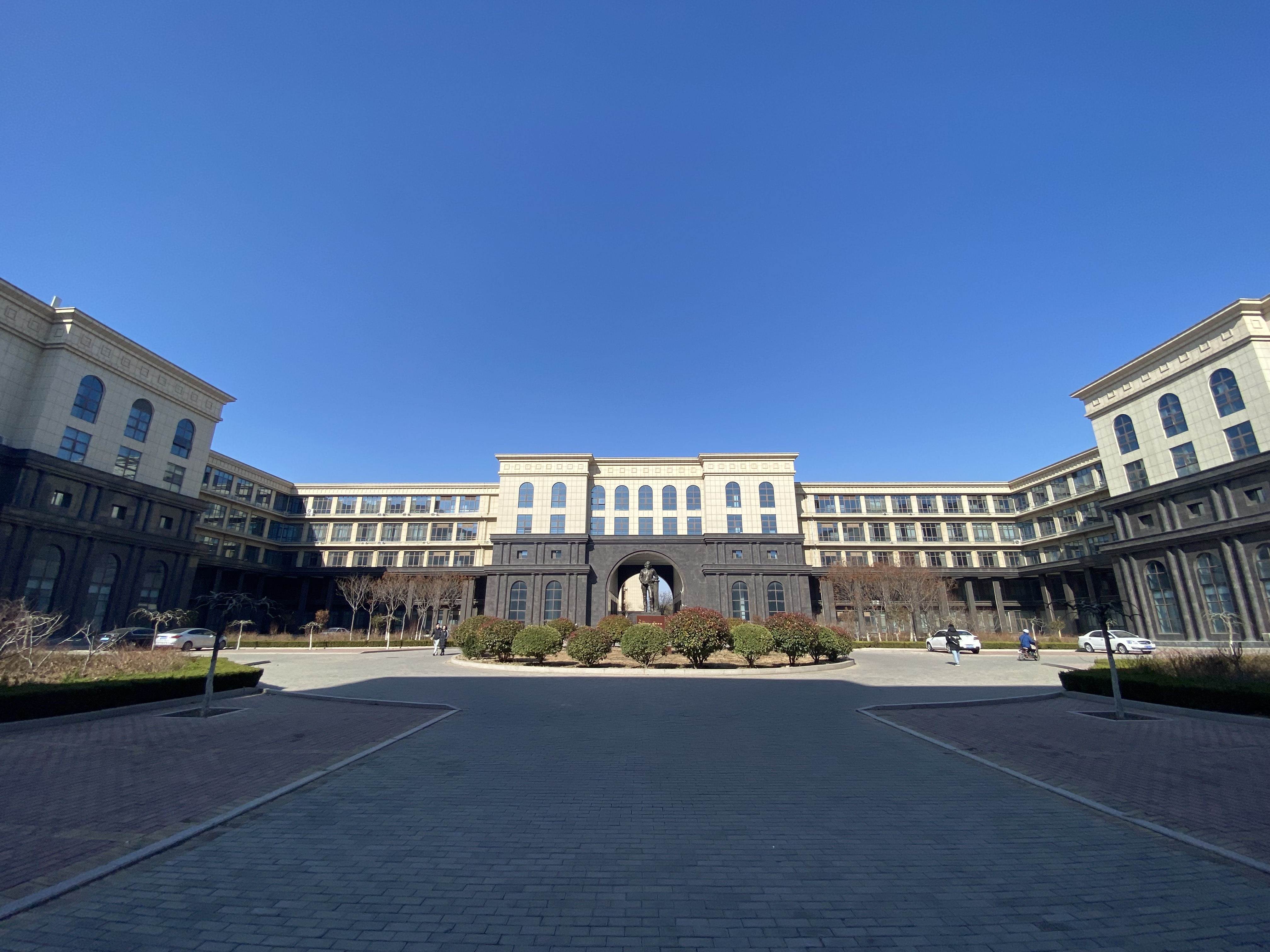
东校区教学楼
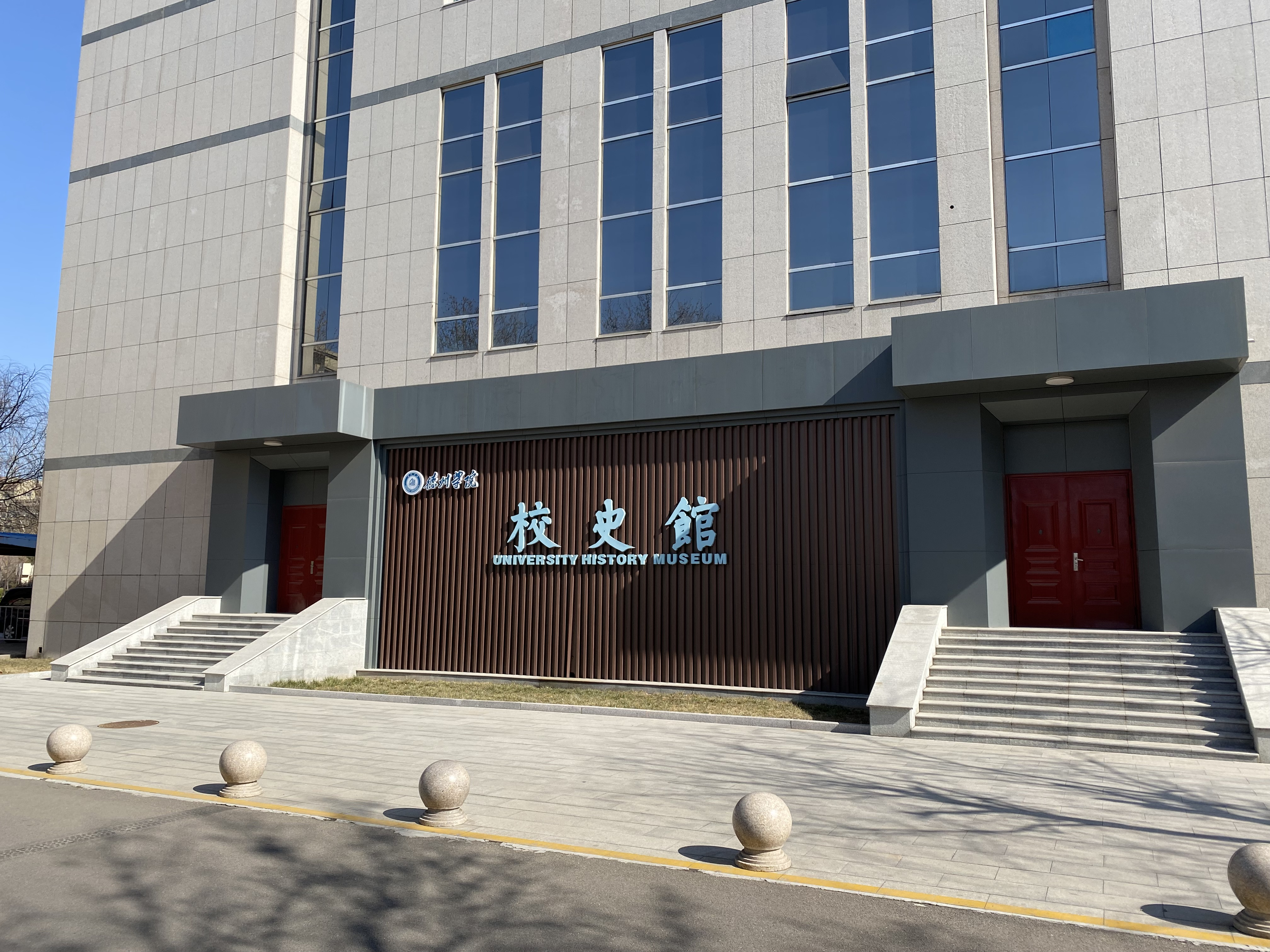
校史馆
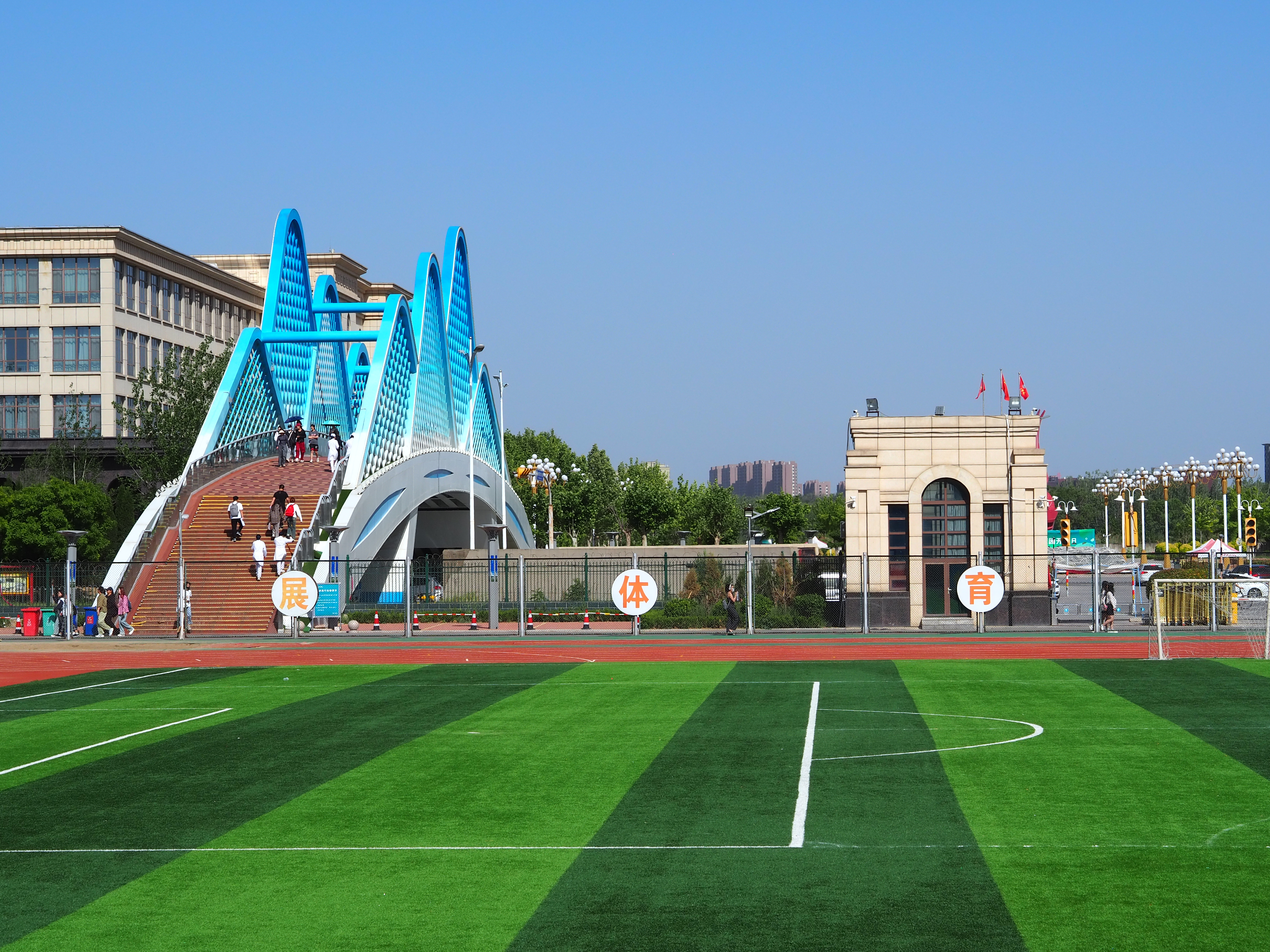
主体育场

## 校园文化

### 校训
崇德启智，励志博学

### 校区
德州学院设有西、东、南三个主校区。三个校区相邻，被公路隔开。校区之间建设有过街天桥。

## 教学组织
| - 政法学院 - 教育科学学院 - 文学与新闻传播学院 - 历史与社会管理学院 - 外国语学院 - 美术学院 - 音乐学院 | - 体育学院 - 经济管理学院 - 数学科学学院 - 物理与电子信息学院 - 化学化工学院 - 资源环境与规划学院 - 生命科学学院 | - 信息管理学院 - 机电工程学院 - 汽车工程学院 - 纺织服装学院 - 生态与园林建筑学院 - 医药与护理学院 - 马克思主义学院 | - 大学外语教学部 - 职业教育学院 - 生物物理研究所 - 应用技术研究所 - 京津冀协同发展研究所 |

## 产业学院

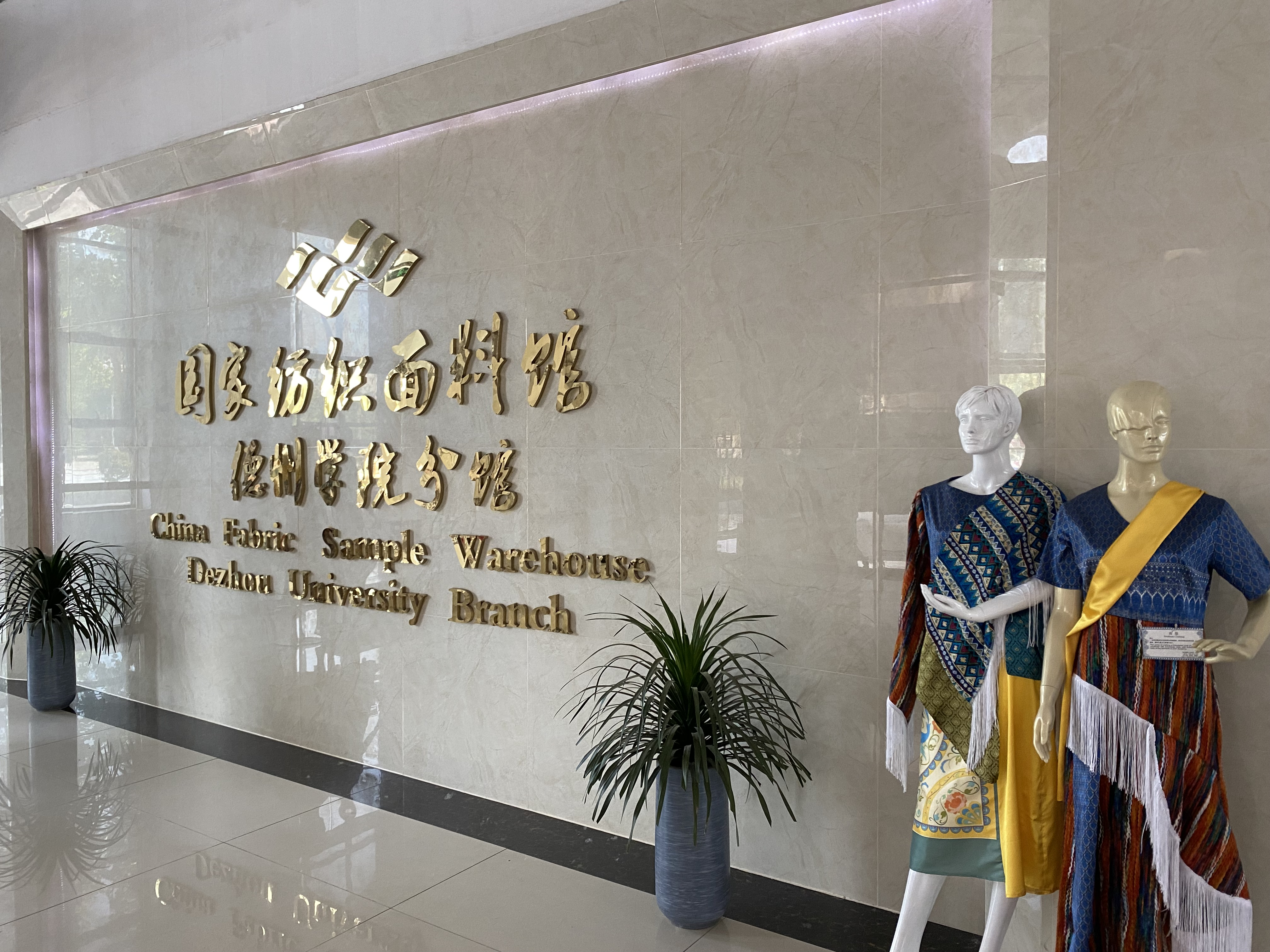
国家纺织面料馆德州学院分馆

- 国家纺织面料馆德州学院分馆德州扒鸡食品产业学院
- 泰山体育产业学院
- 互联网产业学院
- 半导体产业学院
- 黑陶文化产业学院
- 现代生物技术产业学院

## 大学排名
德州学院在2024年软科大学排名中位居399名。服装设计与工程为优势专业。

## 特色
学科设置齐全，覆盖文、理、工、外语、体育、艺术等领域。校友郭淋淋在2020年东京奥运会取得铜牌。
作为本地唯一的公立本科院校，部分设施对市民开放。

## 附属机构
- 德州学院附属中学
- 德州学院附属实验学校
- 德州学院附属医院[13]